# Oxyphyllum ulicinum
Oxyphyllum es un género monotípico  de arbusto perennifolio de la familia Asteraceae. Su única especie,  Oxyphyllum ulicinum, es originaria de Chile donde se encuentra en la Región de Antofagasta.

## Taxonomía
Oxyphyllum ulicinum fue descrita por Rodolfo Amando Philippi y publicado en Florula Atacamensis seu Enumeriatio . . . 28, pl. 4. 1860.